# Do Lado de Fora
Do Lado de Fora é um filme brasileiro de comédia dramática de 2014, dirigido por Alexandre Carvalho e estrelado por André Bankoff, Marcello Airoldi, Luis Fernando Vaz e Mauricio Evanns.
O filme segue a história de dois adolescentes que decidem ir à Parada do Orgulho LGBT de São Paulo, incentivados pelo tio de um deles, um executivo de sucesso que vive uma vida dupla. Depois de testemunhar uma cena de agressão homofóbica, eles decidem fazer um pacto: todos no grupo devem sair do armário até o evento do ano seguinte.
O Filme está disponível no SBT Vídeos e Amazon Prime

## Elenco
- André Bankoff como Roger
- Marcello Airoldi como Vicente
- Luis Fernando Vaz como Mauro
- Mauricio Evanns como Rodrigo
- Silvetty Montilla
- Titi Muller